# Conquests of Camelot: The Search for the Grail
Conquests of Camelot: The Search for the Grail è un'avventura grafica sviluppata e pubblicata dalla Sierra On-Line nel 1989 per i sistemi MS-DOS e Amiga. Questo fu il primo capitolo della serie Conquests sviluppata da Christy Marx e da Peter Ledger. L'unico altro titolo della serie è Conquests of the Longbow: The Legend of Robin Hood pubblicato nel 1992. Marx sviluppò il gameplay mentre Ledger sviluppò la parte grafica del videogioco.